# Annie Höfken-Hempel
Annie Höfken-Hempel (* 18. Mai 1900 in Hannover; † 9. Oktober 1965 in Trier) war eine deutsche Holz- und Steinbildhauerin, die sich auf die Schaffung von Porträts und Plastiken spezialisiert hatte.

## Leben
Annie Hempel absolvierte zunächst ein Studium an der Kasseler Kunstakademie. Im Anschluss unternahm sie Studienreisen nach Italien, Griechenland, Spanien, Kleinasien, Ägypten und Frankreich. Zu Beginn der 1920er-Jahre zog sie nach Trier, wo sie anfing, sich der Schaffung von Porträtbüsten auf Basis religiöser oder symbolischer Bildmotive zu widmen. In vielen ihrer Werke befasste sie sich mit Mutter und Kind-Darstellungen, z. B. in der Holzplastik Mutter und Kind, die 1938 auf der Großen Deutschen Kunstausstellung in München ausgestellt war, mit Frauen im Einzelnen und mit Porträts von zeitgenössischen Personen des In- und Auslandes.
Aufgrund der von ihr bei der Holzbildhauerei verwendeten Holzblöcke aus Edelhölzern erwirkte sie bei der Nachbearbeitung durch Schleifen und Glätten Farbtöne, die changierten und metallen wirkten. Bei der Gestaltung von Porträtbüsten beließ sie die Oberflächen hingegen meist gröber, was dem Zeitgeist und Charakter der meisten Politiker jener Zeit entsprach. Gemeinsam mit anderen Künstlern aus Trier stellte sie Objekte 1924 in Trier und 1932 in Berlin aus. Ausstellungen auf internationaler Ebene hatte sie 1941 in der „Galleria di Roma“ und 1942 im Kunsthaus Zürich. 1938 präsentierte sie auf einer eigenen Ausstellung in Paris eine Hitler-Büste. Sie produzierte auch Büsten von Goebbels, Göring und Rosenberg. Für eines ihrer Werke wurde sie 1942 in Vichy-Frankreich auf der Pariser Weltfachausstellung mit einer Goldmedaille ausgezeichnet. Annie Höfken-Hempel soll über ausgezeichnete Kontakte zu NS-Notabeln verfügt haben und war Agentin der Gestapo. Sie war bereits zum 1. August 1932 der NSDAP beigetreten (Mitgliedsnummer 1.221.620). Sie war mit dem Arzt Erich Höfken verheiratet.

## Werke (Auswahl)
Porträtbüsten
- Kaiser Wilhelm II. (Wilhelm II.)
- Kronprinz Wilhelm (Kronprinz Wilhelm)
- Nikolaus von Horthy (Nikolaus von Horthy)[6]
- Paul von Hindenburg (Paul von Hindenburg)
- Adolf Hitler (Adolf Hitler)
- Hermann Göring (Hermann Göring)
- Papst Pius XII. (Pius XII.)
- Benito Mussolini (Benito Mussolini)
- Großherzogin Charlotte von Luxemburg (Charlotte (Luxemburg))
- André François Poncet (André François-Poncet)

Plastiken
- Pietà in der Liebfrauenkirche Trier (Eiche von 1952)
- Die Sinnende
- Junges Mädchen
- Mütterlichkeit
- Die Schlafende
- Die Träumende

## Auszeichnungen
- 1937: Goldmedaille auf der Pariser Weltfachausstellung[1]
- 1942: Ritterkreuz des Ungarischen Verdienstordens

## Publikation
- mit Albert Erich Brinckmann: Das Werk der Bildhauerin Annie Höfken-Hempel. Atlantis-Verlag, Berlin / Zürich 1937, OCLC 40618043